# Heavenly Bodies (film)
Heavenly Bodies is een Canadese dramafilm uit 1984, geregisseerd door Lawrence Dane en geschreven door Dane en Ron Base. De hoofdrollen worden vertolkt door Cynthia Dale en Richard Rebiere. De film ging in première op 15 december 1984 in Japan en werd in de VS uitgebracht op 1 februari 1985 door Metro-Goldwyn-Mayer.

## Plot
De film volgt het verhaal van Samantha Blair (Cynthia Dale), een jonge vrouw die besluit haar leven te veranderen door haar saaie kantoorbaantje op te zeggen. Ze opent haar eigen aerobicsstudio in een voormalige opslagruimte, geïnspireerd door haar passie voor fitness en dans. Dankzij haar enthousiasme en betrokkenheid wordt de studio een populaire ontmoetingsplaats in de gemeenschap, waar mensen niet alleen sporten maar ook steun en inspiratie vinden.
Samantha's succes trekt de aandacht van Jack Pearson (Walter George Alton), de eigenaar van een luxe fitnessclub, die haar studio als een bedreiging voor zijn bedrijf ziet. Jack probeert Samantha op verschillende manieren te ondermijnen, zowel professioneel als persoonlijk. De spanning tussen de twee mondt uit in een grootse rivaliteit, die een hoogtepunt bereikt wanneer Samantha besluit deel te nemen aan een fitnesswedstrijd. Deze wedstrijd biedt de winnaar de kans om als instructeur op een populaire televisieshow te verschijnen.
Naast de zakelijke uitdagingen worstelt Samantha met persoonlijke zaken, waaronder het opvoeden van haar zoon Joel (Stuart Stone) als alleenstaande moeder. Ze ontwikkelt ook een romantische band met Steve (Richard Rebiere), die haar zowel steun als motivatie biedt in haar strijd om haar droom te realiseren.
De film combineert drama, romantiek en dynamische dans- en fitnessscènes. Het verhaal benadrukt Samantha's vastberadenheid en veerkracht, terwijl ze vecht voor haar onafhankelijkheid en dromen, ondanks de tegenwerking van Jack en de druk van haar omgeving.

## Ontvangst
Heavenly Bodies werd slecht ontvangen door critici. Op Rotten Tomatoes behaalt de film een score van slechts 12% op basis van 17 recensies. In de VS opende de film op 1.504 schermen, maar bracht in het openingsweekend slechts $1,1 miljoen op en eindigde als 11e in de box office.

## Soundtrack
De soundtrack bevat muziek van artiesten als Bonnie Pointer, Sparks en The Tubes. Het album werd in 1985 uitgebracht op lp, cassette en cd (met extra nummers in Japan). De single "The Beast in Me" behaalde bescheiden succes in de Amerikaanse R&B- en danshitlijsten.